# Yōkai Gakkō no Sensei Hajimemashita!
Yōkai gakkō no sensei hajimemashita! (妖怪学校の先生はじめました！?  trad. ¡He empezado a trabajar como profesor en una escuela de yōkai!), conocida en inglés como A Terrified Teacher at Ghoul School! o ¡Un profesor aterrorizado en la escuela de demonios! en países hispanófonos, es una serie de manga japonesa escrita e ilustrada por Mai Tanaka. La serie comenzó a serializarse en la revista Monthly G Fantasy de Square Enix en noviembre de 2014.
Una adaptación de la serie de televisión de anime producida por Satelight se emitió desde octubre de 2024 hasta marzo de 2025.

## Sinopsis
En el nuevo semestre, nuevos estudiantes han llegado a la Academia Hyakki, donde se reúnen yōkai de todo Japón. El profesor novato Haruaki Abe es tan cobarde como parece. Ya es bastante difícil para él manejar a estudiantes humanos sin quejarse, ¡¿y ahora va a enseñar en una escuela llena de monstruos?!, ¿podrá este pobre profesor controlar a su grupo de demonios o esta clase está destinada al fracaso?

## Personajes
Haruaki Abe (安倍 晴明 Abe Haruaki?)
 Seiyū: Atsushi Abe (drama CD), Ryōta Ōsaka (anime)
Mikoto Sano (佐野 命 Sano Mikoto?)
 Seiyū: Kaito Ishikawa (audiodrama), Ryōta Suzuki (anime)
Mamekichi Maizuka (狸塚豆吉 Maizuka Mamekichi?)
 Seiyū: Ayumu Murase (audiodrama), Reon Tanie (anime)
Beniko Zashiki (座敷紅子 Zashiki Beniko?)
 Seiyū: Yoko Hikasa (audiodrama), Akari Kitō (anime)
Rintarō Miki (神酒凛太郎 Miki Rintarō?)
 Seiyū: Kōji Yusa (audiodrama), Shun Horie (anime)
Izuna Hatanaka (秦中飯綱 Hatanaka Izuna?)
 Seiyū: Yūki Ono (audiodrama), Ryōta Iwasaki (anime)
Kōtarō Hijita (泥田耕太郎 Hijita Kōtarō?)
Seiyū: Yuichi Nakamura (audiodrama), Taito Ban (anime)
Principal (学園長 Gakuen-chō?)
 Seiyū: Kenjiro Tsuda (audiodrama)
Rensuke Nyūdō (入道連助 Nyūdō Rensuke?)
 Seiyū: Toshiki Masuda (audiodrama)
Yakumo Mujina (狢八雲 Mujina Yakumo?)
 Seiyū: Daiki Hamano (audiodrama), Takao Mitsutomi (anime)
Tōya Fuji (富士冬也 Fuji Tōya?)
 Seiyū: Saku Hyūga (anime)
Yuri Renjō (蓮浄ゆり Renjō Yuri?)
 Seiyū: Nanako Mori (anime)
Tamao Akisame (秋雨玉緒 Akisame Tamao?)
 Seiyū: Yoshitsugu Matsuoka (audiodrama), Yuki Sakakihara (anime)
Yanagida (柳田?)
 Seiyū: Tomokazu Sugita (anime)

## Contenido de la obra

### Manga
Yōkai Gakkō no Sensei Hajimemashita! está escrita e ilustrada por Mai Tanaka y comenzó su serialización en la revista Monthly G Fantasyde Square Enix el 18 de noviembre de 2014. Sus capítulos se han compilado en dieciséis volúmenes de tankōbon a diciembre de 2023.
Durante su panel en Sakura-Con 2017, Yen Press anunció que obtuvieron la licencia del manga para su publicación en inglés.
| Volúmenes de manga publicados | Volúmenes de manga publicados | Volúmenes de manga publicados |
| Número                        | Fecha de lanzamiento          | ISBN                          |
| ----------------------------- | ----------------------------- | ----------------------------- |
| 1                             | 22 de mayo de 2015            | ISBN 978-4-75-754661-5        |
| 2                             | 27 de octubre de 2015         | ISBN 978-4-75-754787-2        |
| 3                             | 27 de mayo de 2016            | ISBN 978-4-75-754999-9        |
| 4                             | 26 de noviembre de 2016       | ISBN 978-4-75-755172-5        |
| 5                             | 27 de julio de 2017           | ISBN 978-4-75-755428-3        |
| 6                             | 27 de marzo de 2018           | ISBN 978-4-75-755681-2        |
| 7                             | 27 de septiembre de 2018      | ISBN 978-4-75-755864-9        |
| 8                             | 27 de junio de 2019           | ISBN 978-4-75-756142-7        |
| 9                             | 27 de enero de 2020           | ISBN 978-4-75-756485-5        |
| 10                            | 26 de septiembre de 2020      | ISBN 978-4-75-756864-8        |
| 11                            | 27 de abril de 2021           | ISBN 978-4-75-757226-3        |
| 12                            | 27 de noviembre de 2021       | ISBN 978-4-75-757600-1        |
| 13                            | 27 de junio de 2022           | ISBN 978-4-75-757992-7        |
| 14                            | 27 de diciembre de 2022       | ISBN 978-4-75-758325-2        |
| 15                            | 27 de junio de 2023           | ISBN 978-4-75-758627-7        |
| 16                            | 27 de diciembre de 2023       | ISBN 978-4-75-758979-7        |

### Anime
El 15 de diciembre de 2023 se anunció una adaptación de la serie de televisión de anime. La serie está producida por Satelight y dirigida por Katsumi Ono, con Deko Akao a cargo de la composición de la serie, Natsuki diseñando los personajes, Hiroyuki Taiga a cargo del diseño de monstruos y la música compuesta por Takahiro Inafuku. La serie se estrenó el 8 de octubre de 2024 en Tokyo MX y otras cadenas, y se emitirá durante dos cursos consecutivos. El tema de apertura es «Ebi Zori Turn!» interpretado por Four Eight 48, mientras que el tema de cierre es «Bokurashisa» interpretado por Yuika. Crunchyroll obtuvo la licencia de la serie fuera de Asia. Medialink obtuvo la licencia de la serie en el sudeste asiático para su transmisión en el canal de YouTube de Ani-One Asia.